# Барон Весткот

Герб Літтелтонів.

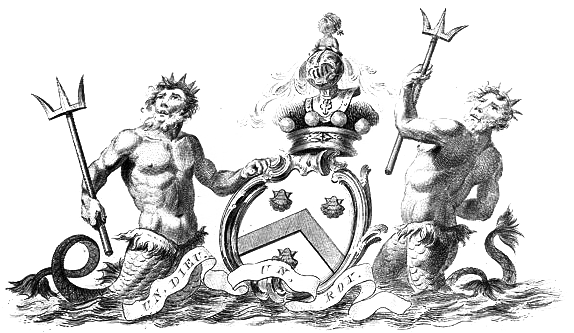
Герб та гребінь Літтелтонів.

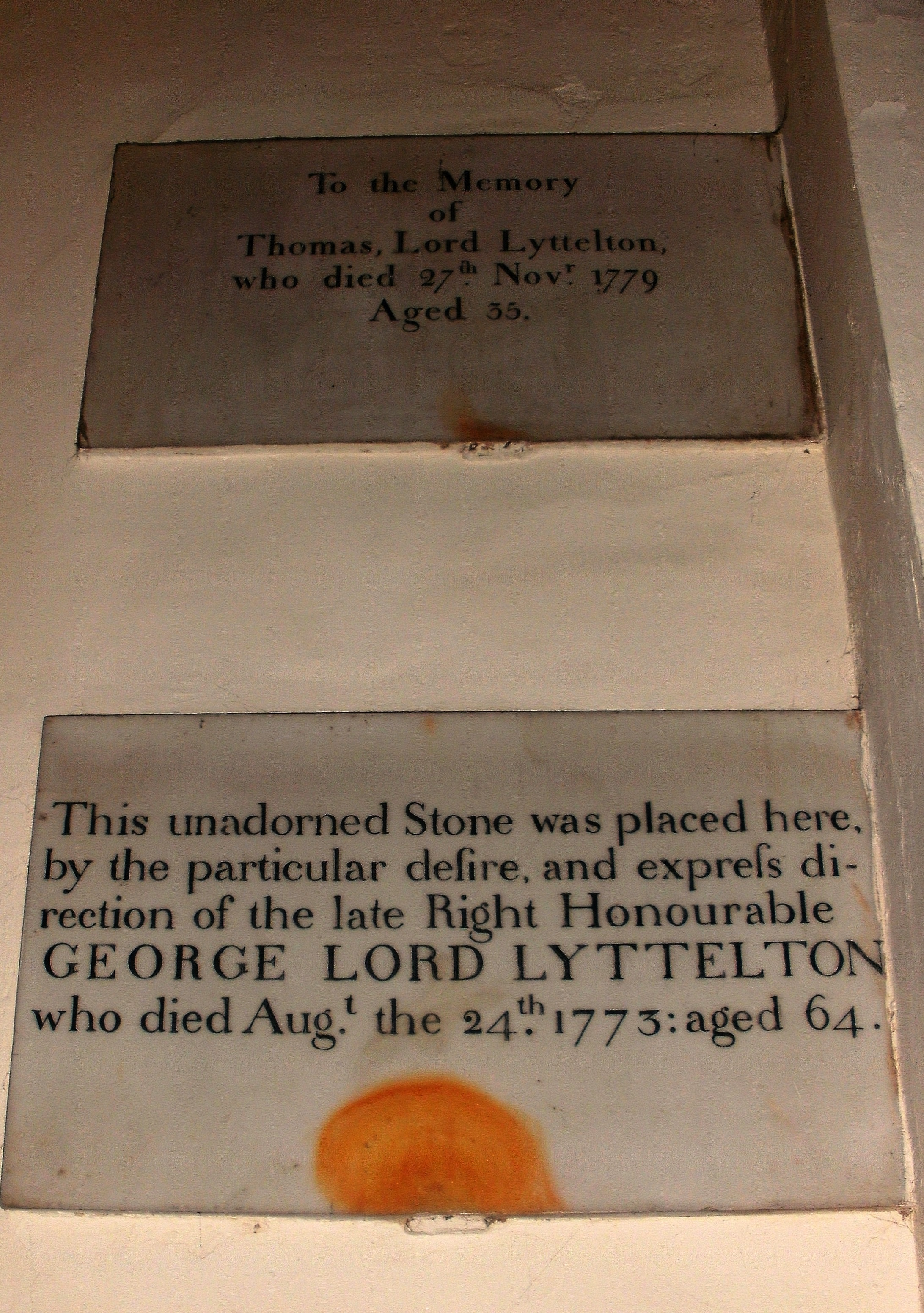
Церква Святого Іоана Хрестителя, пам’ятні знаки двом баронам Літтелтон.

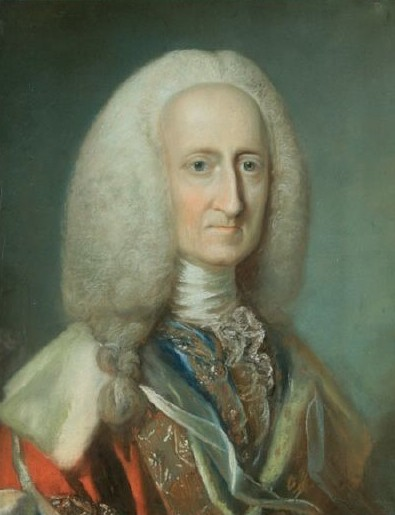
Джордж Літтелтон – І барон Літтелтон.

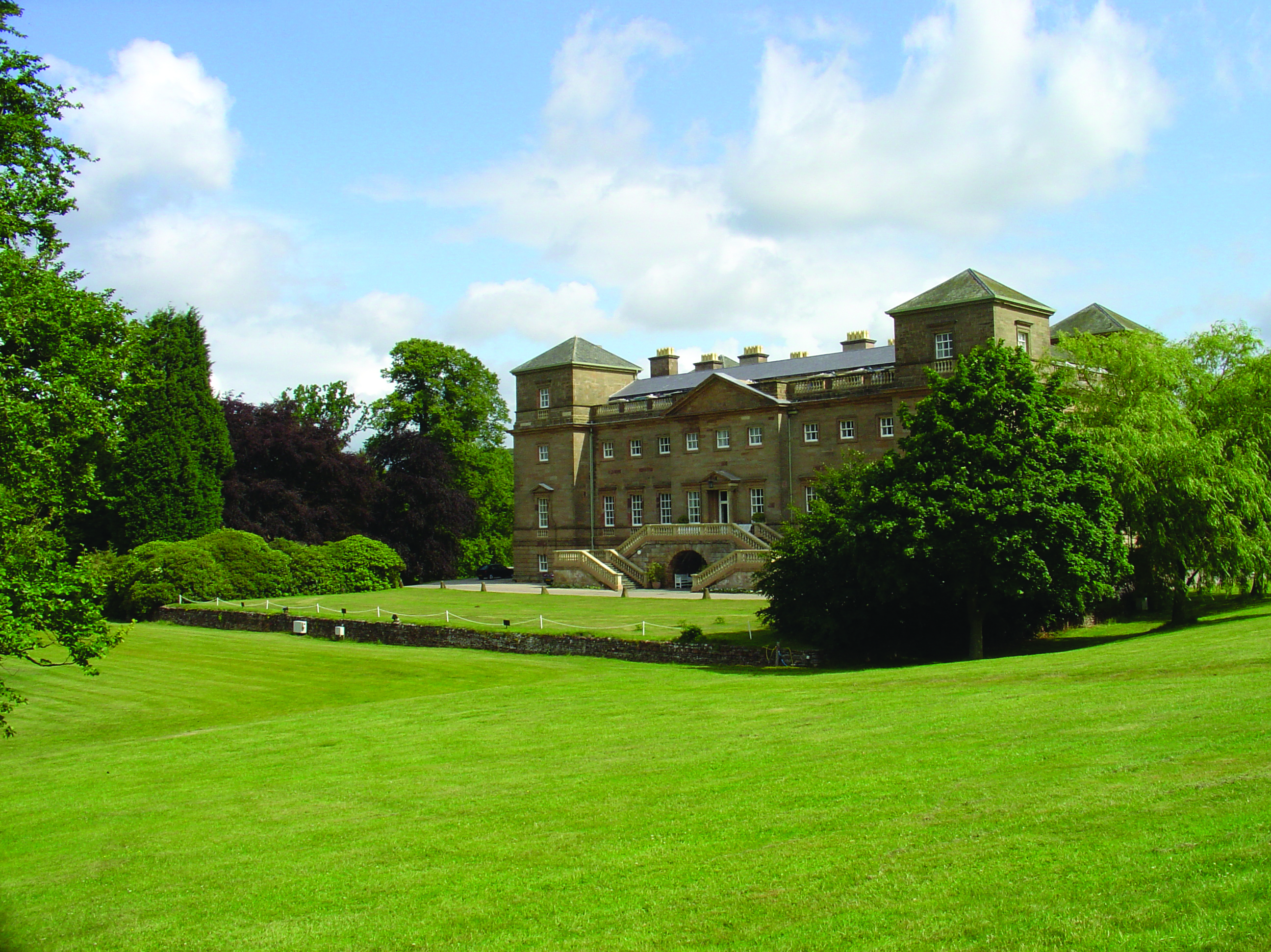
Хаглі-Холл – резиденція баронів Літтелтон.

Барон Літтелтон (англ. - Baron Lyttelton) – аристократичний титул Великої Британії, створювався в перстві Великої Британії двічі для родини Літтелтон. З 1889 році цей титул належав віконтам Кобхем. В Ірландії барони Літтелтон володіли титулом баронів Весткот. 

## Історія баронів Літтелтон
Барони Літтелтон належать до гілок Френклі та Хеглі аристократичної родини Літтелтон. У 1618 році Томас Літтелтон (1593 – 1650) – власник маєтків Френклі, Хейлсовені, Хеглі, Верхній Арлі був нагороджений новоствореним титулом баронет Френклі (графство Вустер) в системі аристократичних титулів Англії. Пізніше він представляв Вустершир у Палаті Громад парламенту. Його син – ІІ баронет Френклі був депутатом парламенту від Лічфілду. Після його смерті титули перейшли до його молодшого брата, що став ІІІ баронетом Френклі. Він був депутатом парламенту і представляв Бедлі. Титул успадкував його син, що став IV баронетом Френклі. Він був депутатом парламенту і представляв Вустер та Камелфорд. Він одружився з Крістіаною – дочкою сера Річарда Темпла – ІІІ баронета Темпл, сестрою Річарда Темпла – І віконта Кобхем і сестрою Естер Гренвіль – І графинею Темпл. Титули віконт Кобхем та барон Кобхем не змогли бути успадковані – не були нащадків-синів. Титул успадкувала старша сестра лорда Кобхема – Естер Гренвіль, що стала ІІ віконтесою Кобхем в 1749 році та графинею Темпл в 1750 році. 
Титул баронета Френклі успадкував старший син, що став V баронетом Френклі. Він став відомим політиком. У 1755 році він був нагороджений титулом барона Літтелтон з Френклі (графство Вустер) у перстві Великої Британії. Його спадкоємцем став його син – ІІ барон Літтелтон з Френклі. Він став депутатом парламенту і представляв Бедлі в Палаті Громад. Лорд Літтелтон не мав дітей і після його смерті в 1779 році титул барона Літтелтон зник. Але титул баронета Літтелтон з Френклі успадкував його дядько, що став VII баронетом Літтелтон з Френклі. Він теж став депутатом парламенту і представляв Бедлі. Потім він отримав посаду губернатора Південної Кароліни, потім посаду губернатора Ямайки. У 1776 році, за три роки до того, як він успадкував титул баронета, він був нагороджений титулом барона Весткот з Баламеру (графство Лонгфорд, Ірландія) в перстві Ірландії. У 1794 році він отримав титул барона Літтелтон з Френклі (графство Вустер) у перстві Великої Британії. Його старший син – ІІ барон Літтелтон теж був депутатом парламенту і представляв Бедлі. Титул успадкував його зведений брат, що став ІІІ бароном Літтелтон. Він став депутатом парламенту і представляв Вустершир у Палаті Громад. Отримав посаду лорд-лейтенанта Вустершира. Титул успадкував його син, що став IV бароном Літтелтон. Він отримав посаду заступника Державного секретаря з питань війни та колоній в 1846 році під керівництвом сера Роберта Піла. Служив на посаді лорд-лейтенанта Вустершира. Титул успадкував його син, що став V бароном Літтелтон. У 1889 році він успадкував титули свого далекого родича – Річарда Темпла-Наджента-Бріджеса-Чандоса-Гренвіля – ІІІ герцога Бакінгем та Чандос, VIII барона Кобхем, віконта Кобхем. Після 1889 року власники титулу барон Літтелтон використовували титул віконт Кобхем.        

## Баронети Літтелтон з Френклі (1618)
- Сер Томас Літтелтон (1593 – 1650) – І баронет
- Сер Генрі Літтелтон (1624 – 1693) – ІІ баронет
- Сер Чарльз Літтелтон (1628 – 1716) – ІІІ баронет
- Сер Томас Літтелтон (1686 – 1751) – IV баронет
- Сер Джордж Літтелтон (1709 – 1773) – V баронет (нагороджений титулом барон Літтелтон у 1756 році)

## Барони Літтелтон, перше створення титулу (1756)
- Джордж Літтелтон (1709 – 1773) – І барон Літтелтон
- Томас Літтелтон (1744 – 1779) – ІІ барон Літтелтон

## Барони Весткот (1776)
- Сер Вільям Генрі Літтелтон (1724 – 1808) – VII баронет Літтелтон з Френклі  (отримав титули барон Весткот в 1776 році та барон Літтелтон в 1794 році)

## Барони Літтелтон, друге створення титулу (1794)
- Вільям Генрі Літтелтон (1724 – 1808) – І барон Літтелтон
- Джордж Фалк Літтелтон (1763 – 1828) – ІІ барон Літтелтон
- Вільям Генрі Літтелтон (1782 – 1837) – ІІІ барон Літтелтон
- Джордж Вільям Літтелтон (1817 – 1876) – IV барон Літтелтон
- Чарльз Джордж Літтелтон (1842 – 1922) – V барон Літтелтон  (отримав титул віконта Кобхем в 1889 році і надалі користувався тільки цим титулом)